# 白山市 (日本)
白山市（日语：／ Hakusan shi */?）為位於日本石川縣南部的城市，為石川縣內面積最大的行政區劃，人口在縣內也僅次於金澤市位居第二。
轄區包括北部位於手取川下游沖積扇形成的金澤平原區域，以及南部位於白山西半部的山區部分，由於手取川的源頭即位於白山，因此「白山」就成為城市的名稱，除了白山周邊區域已被劃入白山國立公園，現在全市轄區也以白山和手取川為主題，設立為白山手取川地質公園。
位於北部平原區域的主要市區由於鄰近金澤市，已與金澤市共同形成金澤都市圏，目前大型企業包括藝卓、Irem、優貝克、日本電氣集團、夏普、迪愛禧、发那科在此都設有據點。

## 地理

### 气候
白山市的气候类型为副热带湿润气候，根据柯本气候分类法归类为Cfa型。该市年平均气温为13.0 °C（55.4 °F）；其中最热月为8月，平均气温为25.2 °C（77.4 °F）；其中最冷月为1月，平均气温为1.5 °C（34.7 °F）。年降水量为2,901.4 mm（114.23英寸），其中12月是最湿润的月份，而5月则是最干燥的月份；年降雪量更是可达到518 cm（204英寸）。极端最高气温是2014年7月26日的37.3 °C（99.1 °F），而极端最低气温则是2018年1月15日的−10.0 °C（14.0 °F）。
| 白山市（1991-2020年平均时间，1978年至今极端数据） | 白山市（1991-2020年平均时间，1978年至今极端数据） | 白山市（1991-2020年平均时间，1978年至今极端数据） | 白山市（1991-2020年平均时间，1978年至今极端数据） | 白山市（1991-2020年平均时间，1978年至今极端数据） | 白山市（1991-2020年平均时间，1978年至今极端数据） | 白山市（1991-2020年平均时间，1978年至今极端数据） | 白山市（1991-2020年平均时间，1978年至今极端数据） | 白山市（1991-2020年平均时间，1978年至今极端数据） | 白山市（1991-2020年平均时间，1978年至今极端数据） | 白山市（1991-2020年平均时间，1978年至今极端数据） | 白山市（1991-2020年平均时间，1978年至今极端数据） | 白山市（1991-2020年平均时间，1978年至今极端数据） | 白山市（1991-2020年平均时间，1978年至今极端数据） |
| 月份                                              | 1月                                               | 2月                                               | 3月                                               | 4月                                               | 5月                                               | 6月                                               | 7月                                               | 8月                                               | 9月                                               | 10月                                              | 11月                                              | 12月                                              | 全年                                              |
| ------------------------------------------------- | ------------------------------------------------- | ------------------------------------------------- | ------------------------------------------------- | ------------------------------------------------- | ------------------------------------------------- | ------------------------------------------------- | ------------------------------------------------- | ------------------------------------------------- | ------------------------------------------------- | ------------------------------------------------- | ------------------------------------------------- | ------------------------------------------------- | ------------------------------------------------- |
| 历史最高温 °C（°F）                               | 17.9 (64.2)                                       | 19.5 (67.1)                                       | 23.9 (75.0)                                       | 29.6 (85.3)                                       | 32.2 (90.0)                                       | 33.3 (91.9)                                       | 37.3 (99.1)                                       | 36.7 (98.1)                                       | 35.5 (95.9)                                       | 31.7 (89.1)                                       | 25.5 (77.9)                                       | 23.9 (75.0)                                       | 37.3 (99.1)                                       |
| 平均高温 °C（°F）                                 | 5.0 (41.0)                                        | 5.9 (42.6)                                        | 10.4 (50.7)                                       | 17.0 (62.6)                                       | 22.2 (72.0)                                       | 25.0 (77.0)                                       | 28.8 (83.8)                                       | 30.5 (86.9)                                       | 26.2 (79.2)                                       | 20.6 (69.1)                                       | 14.7 (58.5)                                       | 8.2 (46.8)                                        | 17.9 (64.2)                                       |
| 日均气温 °C（°F）                                 | 1.5 (34.7)                                        | 1.8 (35.2)                                        | 5.1 (41.2)                                        | 11.3 (52.3)                                       | 16.6 (61.9)                                       | 20.2 (68.4)                                       | 24.1 (75.4)                                       | 25.2 (77.4)                                       | 21.1 (70.0)                                       | 15.3 (59.5)                                       | 9.7 (49.5)                                        | 4.3 (39.7)                                        | 13.0 (55.4)                                       |
| 平均低温 °C（°F）                                 | −1.3 (29.7)                                       | −1.6 (29.1)                                       | 0.8 (33.4)                                        | 5.9 (42.6)                                        | 11.4 (52.5)                                       | 16.2 (61.2)                                       | 20.5 (68.9)                                       | 21.2 (70.2)                                       | 17.2 (63.0)                                       | 11.2 (52.2)                                       | 5.6 (42.1)                                        | 1.2 (34.2)                                        | 9.0 (48.3)                                        |
| 历史最低温 °C（°F）                               | −10.0 (14.0)                                      | −8.4 (16.9)                                       | −6.3 (20.7)                                       | −2.9 (26.8)                                       | 1.5 (34.7)                                        | 7.5 (45.5)                                        | 13.6 (56.5)                                       | 13.7 (56.7)                                       | 7.8 (46.0)                                        | 1.7 (35.1)                                        | −1.4 (29.5)                                       | −8.7 (16.3)                                       | −10.0 (14.0)                                      |
| 平均降水量 mm（）                                 | 340.5 (13.41)                                     | 210.2 (8.28)                                      | 195.6 (7.70)                                      | 167.7 (6.60)                                      | 162.2 (6.39)                                      | 208.7 (8.22)                                      | 290.8 (11.45)                                     | 224.4 (8.83)                                      | 235.6 (9.28)                                      | 215.8 (8.50)                                      | 277.9 (10.94)                                     | 372.1 (14.65)                                     | 2,901.4 (114.23)                                  |
| 平均降雪量 cm（）                                 | 217 (85)                                          | 155 (61)                                          | 56 (22)                                           | 2 (0.8)                                           | 0 (0)                                             | 0 (0)                                             | 0 (0)                                             | 0 (0)                                             | 0 (0)                                             | 0 (0)                                             | 1 (0.4)                                           | 89 (35)                                           | 518 (204)                                         |
| 平均降水天数（≥ 1.0 mm）                          | 23.5                                              | 19.2                                              | 16.8                                              | 13.2                                              | 12.1                                              | 12.5                                              | 14.7                                              | 11.2                                              | 13.6                                              | 13.5                                              | 17.2                                              | 22.5                                              | 190                                               |
| 平均降雪天数（≥ 3 cm）                            | 17.8                                              | 14.9                                              | 6.8                                               | 0.3                                               | 0                                                 | 0                                                 | 0                                                 | 0                                                 | 0                                                 | 0                                                 | 0.1                                               | 8.0                                               | 47.9                                              |
| 月均日照時數                                      | 51.2                                              | 74.6                                              | 120.9                                             | 175.0                                             | 196.9                                             | 139.0                                             | 139.8                                             | 186.1                                             | 138.6                                             | 137.5                                             | 99.5                                              | 56.3                                              | 1,515.4                                           |
| 来源：日本气象厅                                  |                                                   |                                                   |                                                   |                                                   |                                                   |                                                   |                                                   |                                                   |                                                   |                                                   |                                                   |                                                   |                                                   |

## 人口
| 白山市 (日本)人口分布圖 |                                                      |  |
| 白山市 (日本)與日本全國年齡別人口分布比較圖 （2005年資料） | 白山市 (日本)的年齡、男女別人口分布圖 （2005年資料） |  |
| ■紫色是白山市 (日本) ■綠色是全国 | ■藍色是男性 ■紅色是女性                              |  |
| 白山市 (日本)人口變化 \| 1970年 \| 65,725人 \| \| \| 1975年 \| 73,459人 \| \| \| 1980年 \| 81,286人 \| \| \| 1985年 \| 92,331人 \| \| \| 1990年 \| 98,499人 \| \| \| 1995年 \| 103,580人 \| \| \| 2000年 \| 106,977人 \| \| \| 2005年 \| 109,450人 \| \| \| 2010年 \| 110,459人 \| \| \| 2015年 \| 109,287人 \| \| \| 2020年 \| 110,408人 \| \| |                                                      |  |
| 資料來源：日本總務省統計中心提供之人口普查數據 |                                                      |  |
| 1970年 | 65,725人                                             |  |
| 1975年 | 73,459人                                             |  |
| 1980年 | 81,286人                                             |  |
| 1985年 | 92,331人                                             |  |
| 1990年 | 98,499人                                             |  |
| 1995年 | 103,580人                                            |  |
| 2000年 | 106,977人                                            |  |
| 2005年 | 109,450人                                            |  |
| 2010年 | 110,459人                                            |  |
| 2015年 | 109,287人                                            |  |
| 2020年 | 110,408人                                            |  |

## 歷史
現在的白山市轄區過去在令制國時代最初屬於越前國，大部分區域屬於加賀郡，僅南部部分位於山區的區域屬於江沼郡，9世紀後被劃入新設立的加賀國，接著又分別被劃入新設立的石川郡及能美郡。
北部的松任地區過去在12世紀至15世紀期間，本地曾由松任氏所統治，並在此建立了松任城，16世紀時曾成為加賀一向一揆的據點，直到織田信長平定此地後成為織田信長的勢力範圍，後一度成為織田信長與上杉謙信之間手取川之戰的戰場。16世紀末織田信長家臣柴田勝家在此進行檢地期間，將位於位於白山山麓被稱為白山麓18村的區域中，除了尾添村、荒谷村以外的16個村改劃入越前國大野郡。
這也造成在17世紀江戶時代加賀藩前田氏領有加賀國後，與領有越前國大野郡的福井藩對白山麓18村歸屬產生爭議，最終白山麓18村雖然再度被歸回能美郡，但被改劃為幕府的直屬領地。
19世紀末明治維新期間，屬於幕府領地的白山麓18村被劃入本保縣，1871年實施廢藩置縣後原屬加賀藩的區域則改隸屬金澤縣，同時本保縣的轄區被併入福井縣，當時的福井縣在1872年旋即更名為足羽縣，金澤縣也在同一年更名為石川縣，也因此白山麓18村的歸屬也再度在兩縣之間成為爭議，最終在同年底白山麓18村被改被劃入石川縣。
1889年日本實施町村制，現在的白山市轄區在當時分屬松任町、美川町、鶴來町、比樂島村、福留村、柏野村、蝶屋村、笠間村、笠島村、一木村、出城村、御手洗村、旭村、鄉村、中奧村、林中村、山島村、館畑村、林村、藏山村、河內村、吉野谷村、砂川村、白峰村、尾口村、別宮村、河野村、吉原村、美川町，共29個行政區劃；在經歷20世紀前半世紀的行政區劃合併後，這些行政區劃被整併為位於西部沿海的松任市、美川町，位於金澤平原東側山麓的鶴來町，以及位於東南部山區的河內村、吉野谷村、鳥越村、尾口村、白峰村共八個行政區劃。
2000年代日本政府再次推動行政區劃整併，因此2005年這八個行政區劃整併為白山市。

### 變遷表
| 1889年4月1日 | 1889年 - 1912年            | 1912年 - 1944年            | 1945年 - 1954年            | 1945年 - 1954年            | 1955年 - 1989年            | 1955年 - 1989年             | 1989年 - 現在                 | 現在                          |
| ------------ | -------------------------- | -------------------------- | -------------------------- | -------------------------- | -------------------------- | --------------------------- | ----------------------------- | ----------------------------- |
| 鄉村         | 鄉村                       | 鄉村                       | 鄉村                       | 鄉村                       | 1956年9月30日 併入野野市町 | 1956年9月30日 併入野野市町  | 2011年11月11日 改制為野野市市 | 2011年11月11日 改制為野野市市 |
| 鄉村         | 鄉村                       | 鄉村                       | 鄉村                       | 鄉村                       | 1956年9月30日 併入松任町   | 1970年10月10日 改制為松任市 | 2005年2月1日 合併為白山市     | 2005年2月1日 合併為白山市     |
| 松任町       | 松任町                     | 松任町                     | 松任町                     | 1954年11月3日 合併為松任町 | 1954年11月3日 合併為松任町 | 1970年10月10日 改制為松任市 | 2005年2月1日 合併為白山市     | 2005年2月1日 合併為白山市     |
| 比樂島村     | 比樂島村                   | 1934年7月15日 合併為石川村 | 1934年7月15日 合併為石川村 | 1954年11月3日 合併為松任町 | 1954年11月3日 合併為松任町 | 1970年10月10日 改制為松任市 | 2005年2月1日 合併為白山市     | 2005年2月1日 合併為白山市     |
| 福留村       |                            | 1934年7月15日 合併為石川村 | 1934年7月15日 合併為石川村 | 1954年11月3日 合併為松任町 | 1954年11月3日 合併為松任町 | 1970年10月10日 改制為松任市 | 2005年2月1日 合併為白山市     | 2005年2月1日 合併為白山市     |
| 柏野村       |                            |                            |                            | 1954年11月3日 合併為松任町 | 1954年11月3日 合併為松任町 | 1970年10月10日 改制為松任市 | 2005年2月1日 合併為白山市     | 2005年2月1日 合併為白山市     |
| 笠間村       |                            |                            |                            | 1954年11月3日 合併為松任町 | 1954年11月3日 合併為松任町 | 1970年10月10日 改制為松任市 | 2005年2月1日 合併為白山市     | 2005年2月1日 合併為白山市     |
| 笠島村       | 1899年3月17日 更名為宮保村 | 1899年3月17日 更名為宮保村 | 1899年3月17日 更名為宮保村 | 1954年11月3日 合併為松任町 | 1954年11月3日 合併為松任町 | 1970年10月10日 改制為松任市 | 2005年2月1日 合併為白山市     | 2005年2月1日 合併為白山市     |
| 一木村       |                            |                            |                            | 1954年11月3日 合併為松任町 | 1954年11月3日 合併為松任町 | 1970年10月10日 改制為松任市 | 2005年2月1日 合併為白山市     | 2005年2月1日 合併為白山市     |
| 出城村       |                            |                            |                            | 1954年11月3日 合併為松任町 | 1954年11月3日 合併為松任町 | 1970年10月10日 改制為松任市 | 2005年2月1日 合併為白山市     | 2005年2月1日 合併為白山市     |
| 御手洗村     |                            |                            |                            | 1954年11月3日 合併為松任町 | 1954年11月3日 合併為松任町 | 1970年10月10日 改制為松任市 | 2005年2月1日 合併為白山市     | 2005年2月1日 合併為白山市     |
| 旭村         |                            |                            |                            | 1954年11月3日 合併為松任町 | 1954年11月3日 合併為松任町 | 1970年10月10日 改制為松任市 | 2005年2月1日 合併為白山市     | 2005年2月1日 合併為白山市     |
| 中奧村       |                            |                            |                            | 1954年11月3日 合併為松任町 | 1954年11月3日 合併為松任町 | 1970年10月10日 改制為松任市 | 2005年2月1日 合併為白山市     | 2005年2月1日 合併為白山市     |
| 林中村       |                            |                            |                            | 1954年11月3日 合併為松任町 | 1954年11月3日 合併為松任町 | 1970年10月10日 改制為松任市 | 2005年2月1日 合併為白山市     | 2005年2月1日 合併為白山市     |
| 山島村       | 山島村                     | 山島村                     | 山島村                     | 山島村                     | 1957年1月1日 併入松任町    | 1970年10月10日 改制為松任市 | 2005年2月1日 合併為白山市     | 2005年2月1日 合併為白山市     |
| 鶴來町       | 鶴來町                     | 鶴來町                     | 鶴來町                     | 1954年11月1日 合併為鶴來町 | 1954年11月1日 合併為鶴來町 | 1954年11月1日 合併為鶴來町  | 2005年2月1日 合併為白山市     | 2005年2月1日 合併為白山市     |
| 館畑村       |                            |                            |                            | 1954年11月1日 合併為鶴來町 | 1954年11月1日 合併為鶴來町 | 1954年11月1日 合併為鶴來町  | 2005年2月1日 合併為白山市     | 2005年2月1日 合併為白山市     |
| 林村         |                            |                            |                            | 1954年11月1日 合併為鶴來町 | 1954年11月1日 合併為鶴來町 | 1954年11月1日 合併為鶴來町  | 2005年2月1日 合併為白山市     | 2005年2月1日 合併為白山市     |
| 藏山村       |                            |                            |                            | 1954年11月1日 合併為鶴來町 | 1954年11月1日 合併為鶴來町 | 1954年11月1日 合併為鶴來町  | 2005年2月1日 合併為白山市     | 2005年2月1日 合併為白山市     |
| 河內村       | 河內村                     | 河內村                     | 1951年4月1日 一之宮村      | 1954年11月1日 合併為鶴來町 | 1954年11月1日 合併為鶴來町 | 1954年11月1日 合併為鶴來町  | 2005年2月1日 合併為白山市     | 2005年2月1日 合併為白山市     |
| 河內村       | 河內村                     | 河內村                     | 河內村                     |                            |                            |                             | 2005年2月1日 合併為白山市     | 2005年2月1日 合併為白山市     |
| 吉野谷村     |                            |                            |                            |                            |                            |                             | 2005年2月1日 合併為白山市     | 2005年2月1日 合併為白山市     |
| 美川町       | 美川町                     | 美川町                     | 美川町                     | 1954年11月1日 合併為美川町 | 1954年11月1日 合併為美川町 | 1954年11月1日 合併為美川町  | 2005年2月1日 合併為白山市     | 2005年2月1日 合併為白山市     |
| 蝶屋村       |                            |                            |                            | 1954年11月1日 合併為美川町 | 1954年11月1日 合併為美川町 | 1954年11月1日 合併為美川町  | 2005年2月1日 合併為白山市     | 2005年2月1日 合併為白山市     |
| 湊村         |                            |                            |                            | 1954年11月1日 合併為美川町 | 1954年11月1日 合併為美川町 | 1954年11月1日 合併為美川町  | 2005年2月1日 合併為白山市     | 2005年2月1日 合併為白山市     |
| 別宮村       | 1907年8月5日 合併為鳥越村  | 1907年8月5日 合併為鳥越村  | 1907年8月5日 合併為鳥越村  | 1907年8月5日 合併為鳥越村  | 1907年8月5日 合併為鳥越村  | 1907年8月5日 合併為鳥越村   | 2005年2月1日 合併為白山市     | 2005年2月1日 合併為白山市     |
| 河野村       | 1907年8月5日 合併為鳥越村  | 1907年8月5日 合併為鳥越村  | 1907年8月5日 合併為鳥越村  | 1907年8月5日 合併為鳥越村  | 1907年8月5日 合併為鳥越村  | 1907年8月5日 合併為鳥越村   | 2005年2月1日 合併為白山市     | 2005年2月1日 合併為白山市     |
| 吉原村       | 1907年8月5日 合併為鳥越村  | 1907年8月5日 合併為鳥越村  | 1907年8月5日 合併為鳥越村  | 1907年8月5日 合併為鳥越村  | 1907年8月5日 合併為鳥越村  | 1907年8月5日 合併為鳥越村   | 2005年2月1日 合併為白山市     | 2005年2月1日 合併為白山市     |
| 尾口村       |                            |                            |                            |                            |                            |                             | 2005年2月1日 合併為白山市     | 2005年2月1日 合併為白山市     |
| 白峰村       |                            |                            |                            |                            |                            |                             | 2005年2月1日 合併為白山市     | 2005年2月1日 合併為白山市     |

## 行政

### 歷任市長
| 屆         | 任 | 姓名     | 上任日期      | 卸任日期       | 備註                 |
| ---------- | -- | -------- | ------------- | -------------- | -------------------- |
| 1          | 1  | 角光雄   | 2005年3月6日  | 2009年3月5日   |                      |
| 2          | 1  | 角光雄   | 2009年3月6日  | 2010年10月24日 | 於任內因心臟病過世   |
| 3          | 2  | 作野廣昭 | 2010年12月5日 | 2014年12月4日  |                      |
| 4          | 3  | 山田憲昭 | 2014年12月5日 | 2018年12月4日  | 於選舉中擊敗原任市長 |
| 5          | 3  | 山田憲昭 | 2018年12月5日 | 2022年12月4日  |                      |
| 6          | 3  | 山田憲昭 | 2022年12月5日 | 2023年3月10日  | 任內逝世             |
|            |    | 横川祐志 | 2023年3月6日  | 2023年4月23日  | 副市長、代理市長     |
| 7          | 4  | 田村敏和 | 2023年4月23日 | 現任           | 前白山市教育長       |
| 參考資料： |    |          |               |                |                      |

## 交通

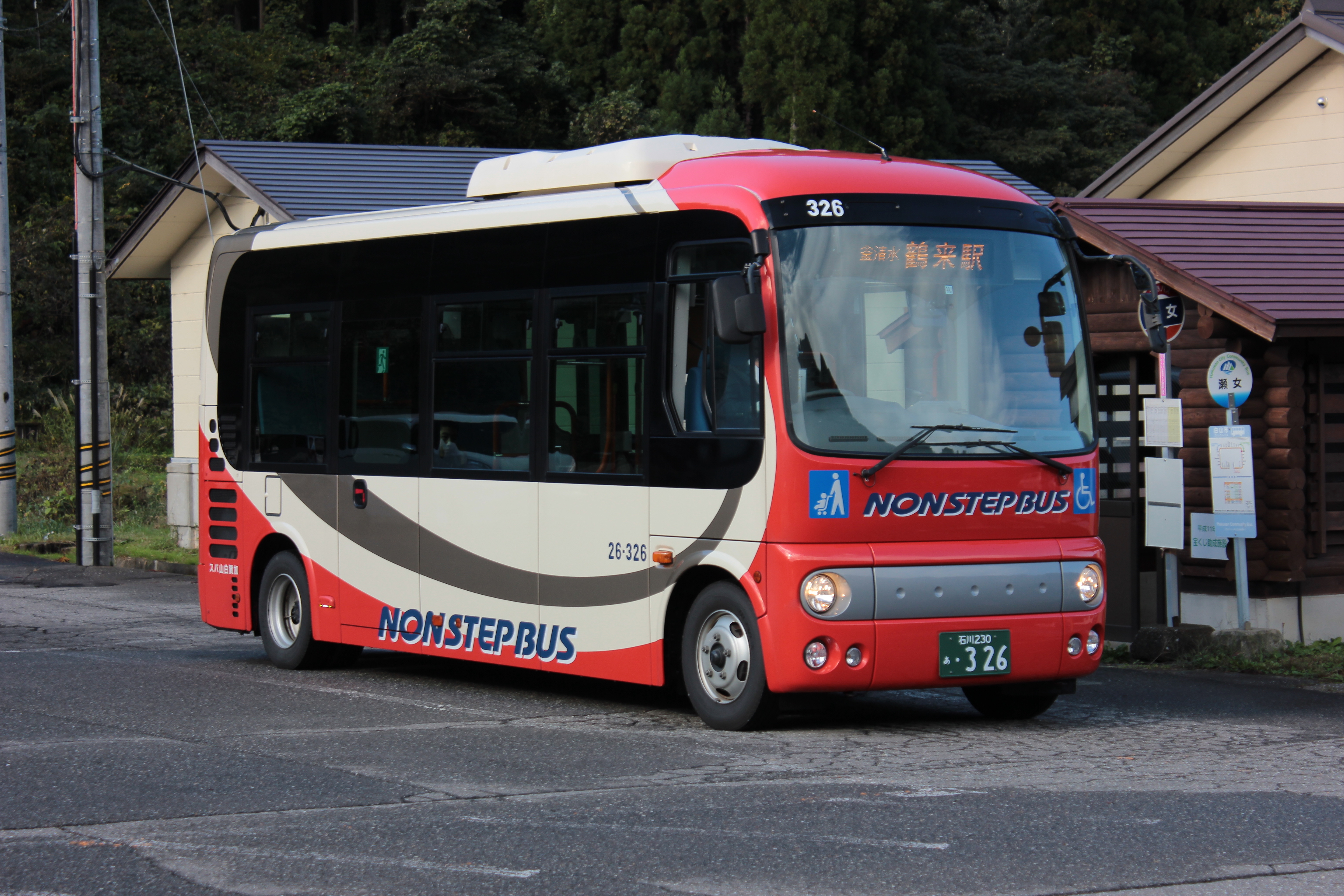
加賀白山巴士的車輛

IR石川鐵道的IR石川鐵道線與高速公路北陸自動車道都以南北向從轄區西部的金澤平原通過，北陸本線更是直接自松任市區中穿過，位於市區內的松任站也就成為白山市內的主要車站，同時西日本旅客鐵道在白山市內也設有金澤綜合車輛所松任本所，同時北陸新幹線雖然在白山市內未規劃設置車站，但白山綜合車輛所也是位於白山市內。
過去在松任站曾有北陸鐵道的松金線，大致沿著現在的縣道291號往東北，經過現在的野野市市並可接到金澤市，不過此條鐵路已在1955年停止營運；不過目前北陸鐵道仍有石川線可自今澤市經野野市市至位於白山市內靠近山麓的賀來町地區。
而在北部主要市區與南部山區之間則仰賴國道157號及國道360號兩條公路，藉由這兩條公路以及白山白川鄉白色公路也可以跨越白山山區分別抵達福井縣勝山市以及岐阜縣白川村。
北陸鐵道集團旗下的北鐵金澤巴士、加賀白山巴士、小松巴士同時也經營白山市內的市區客運，白山市政府的社區巴士-巡迴同樣也是委託北陸鐵道集團的加賀白山巴士所經營。

### 鐵路
- IR石川鐵道
  - IR石川鐵道線：（←能美市） - 小舞子站 - 美川站 - 加賀笠間站 - 西松任站 - 松任站 - （野野市市→）
- 北陸鐵道
  - 石川線：（←金澤市） - 陽羽里車站 - 曾谷車站 - 道法寺車站 - 小柳車站 - 日御子車站 - 鶴來車站
- 西日本旅客鐵道
  - 北陸新幹線：（←野野市市） - （未於轄內設置車站） - （川北町→）

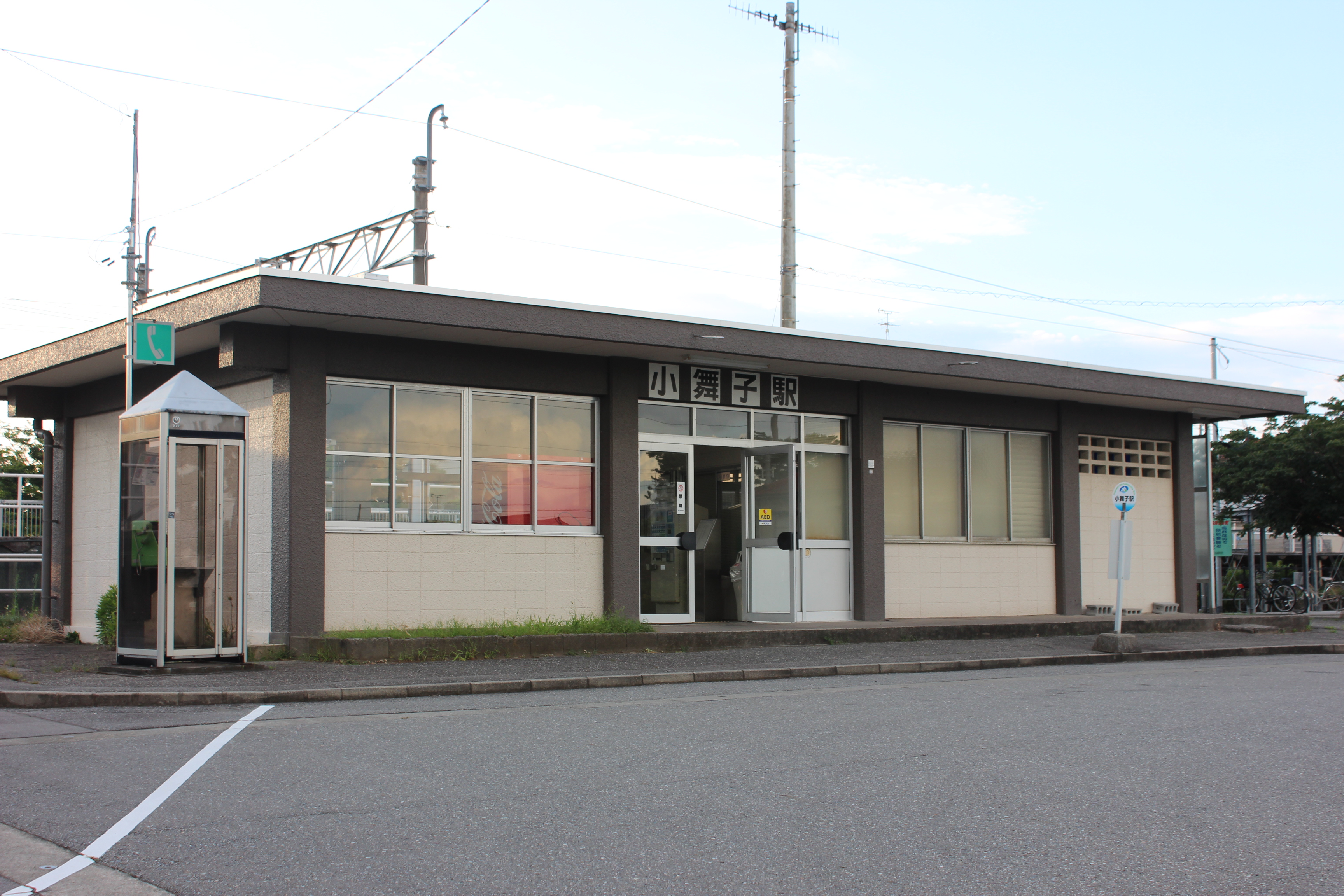
小舞子車站
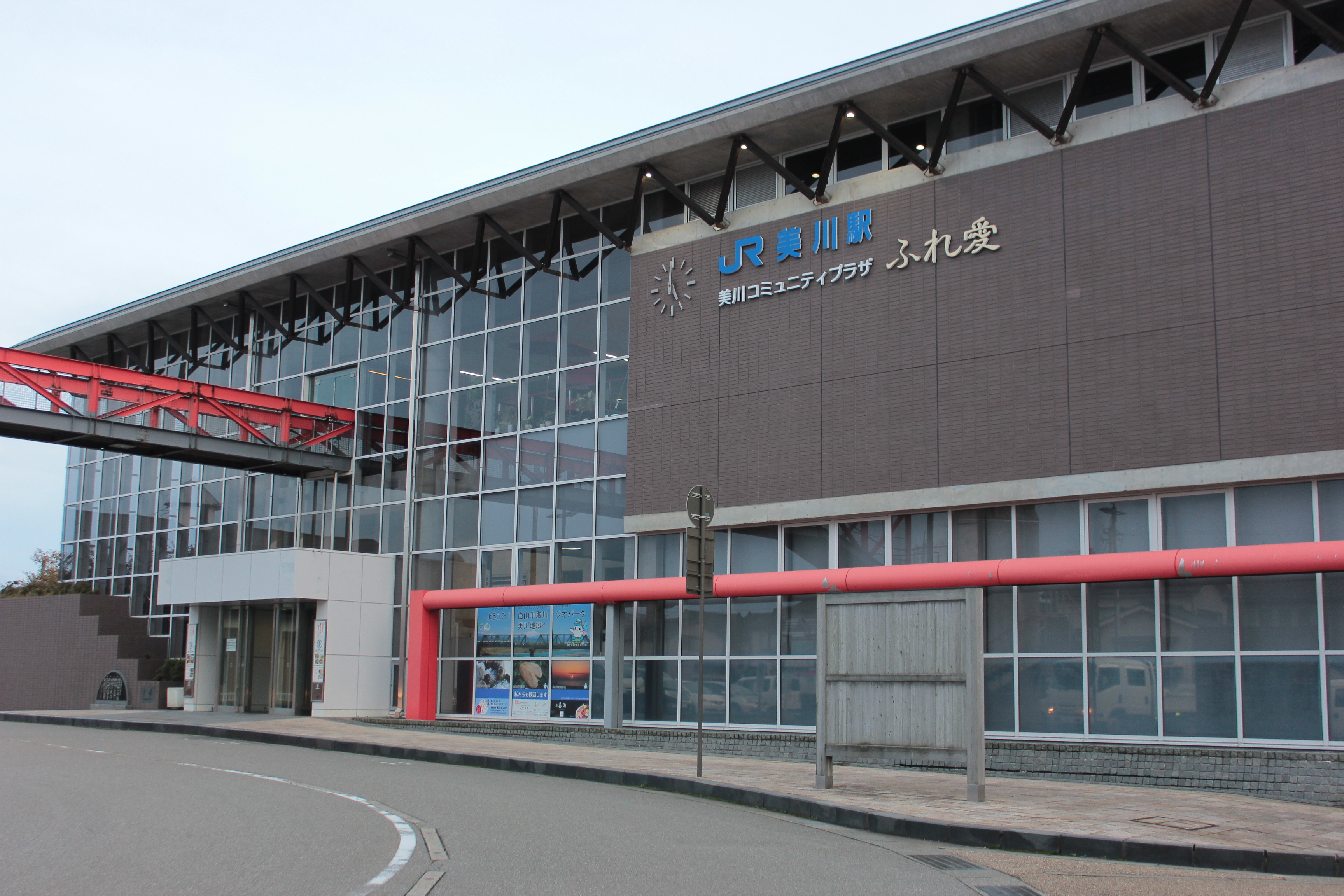
美川車站
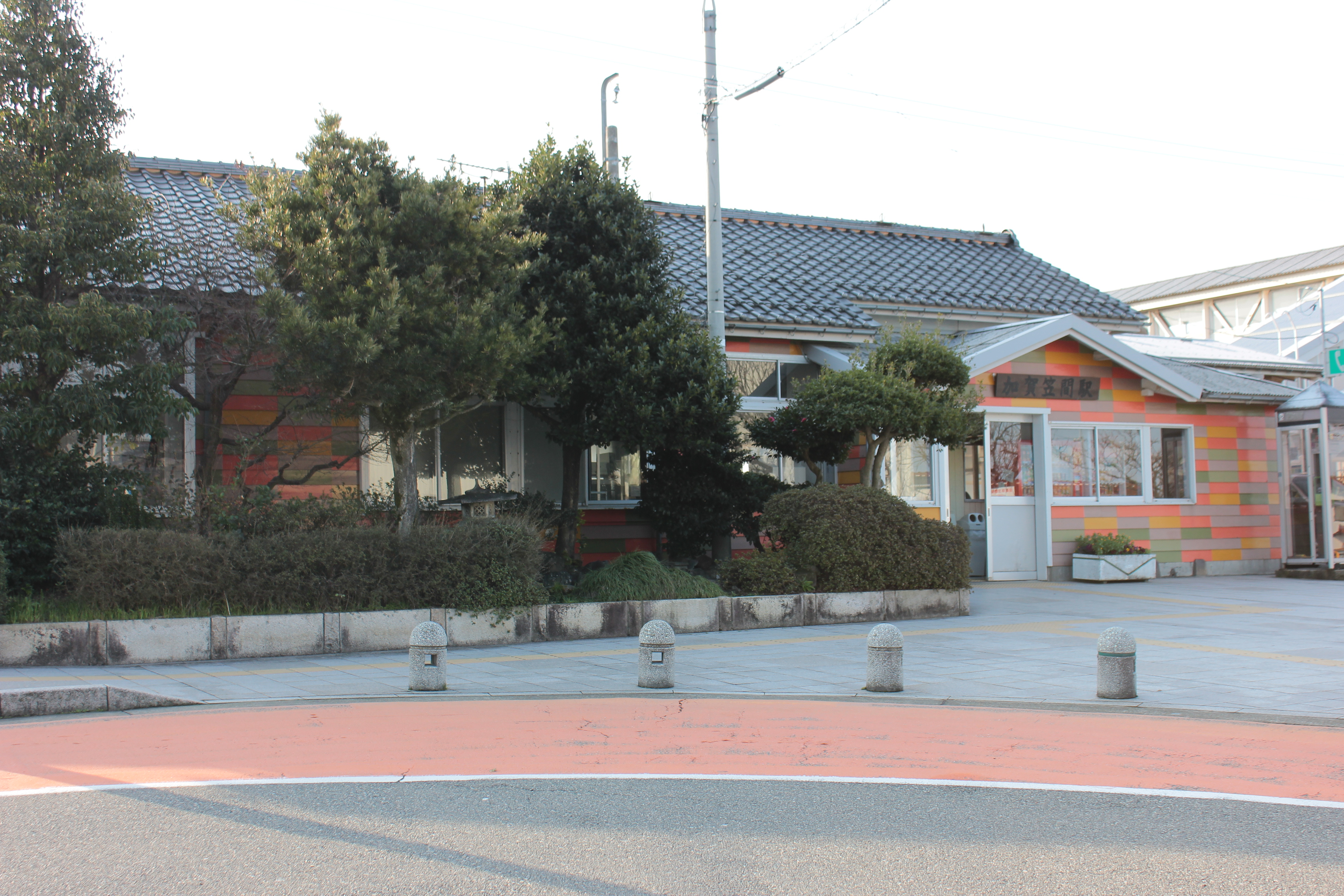
加賀笠間車站
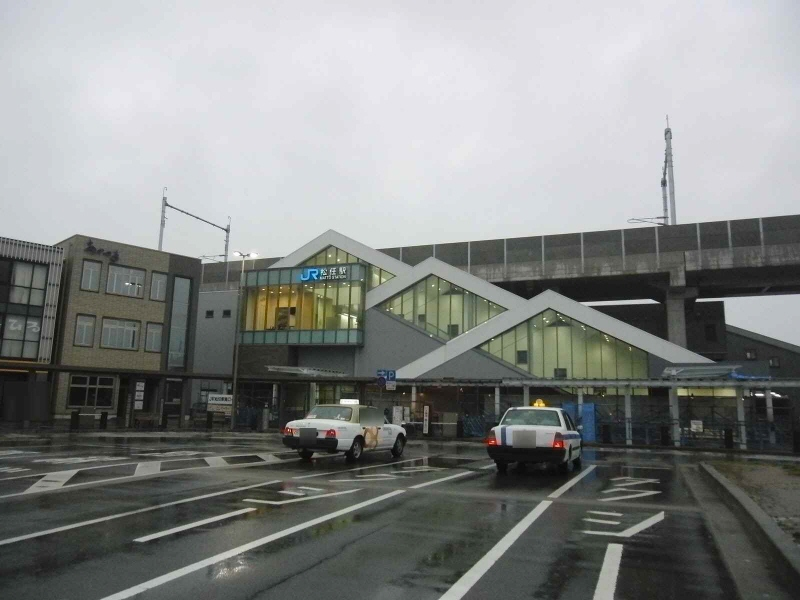
松任車站
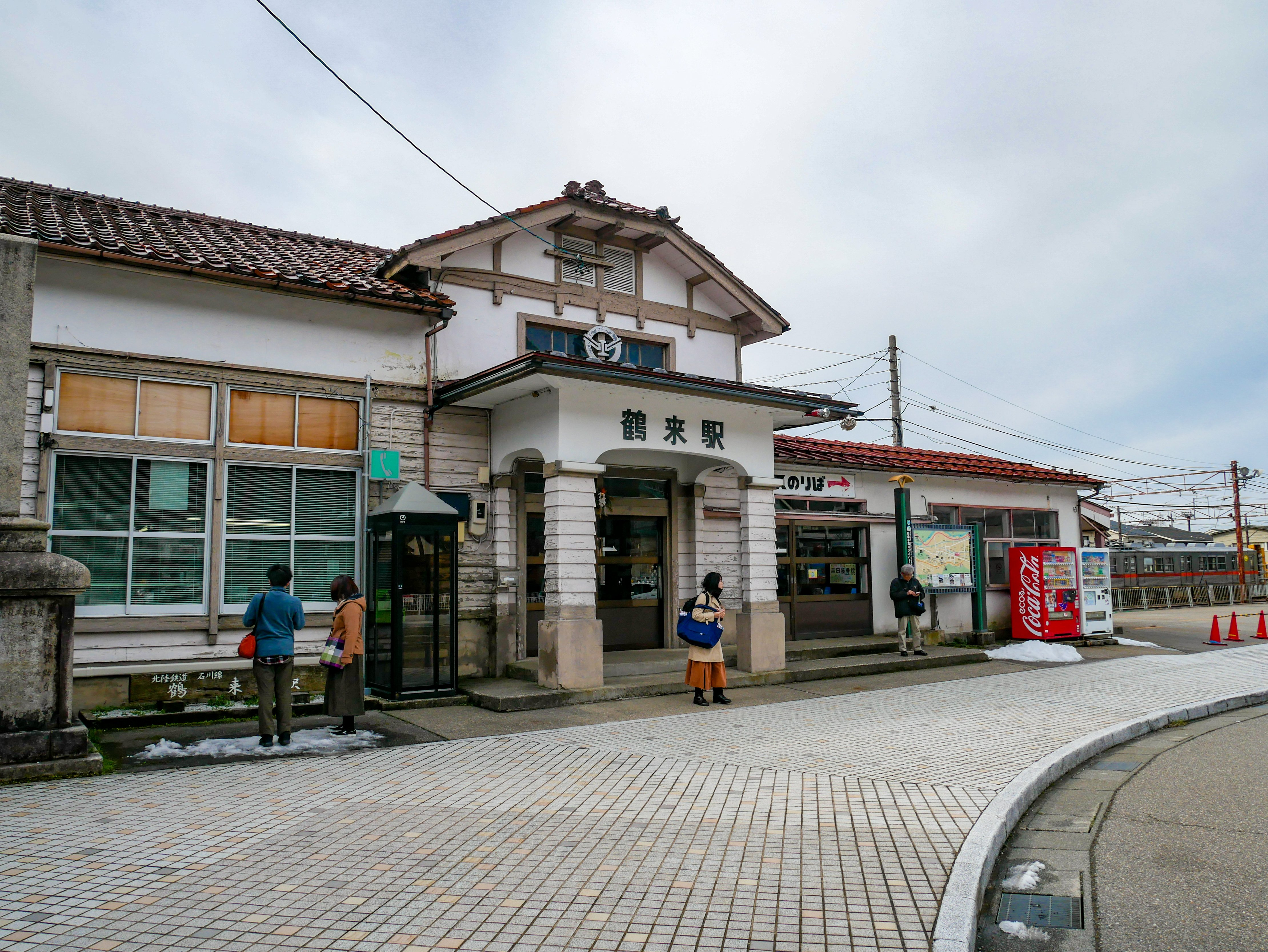
鶴來車站
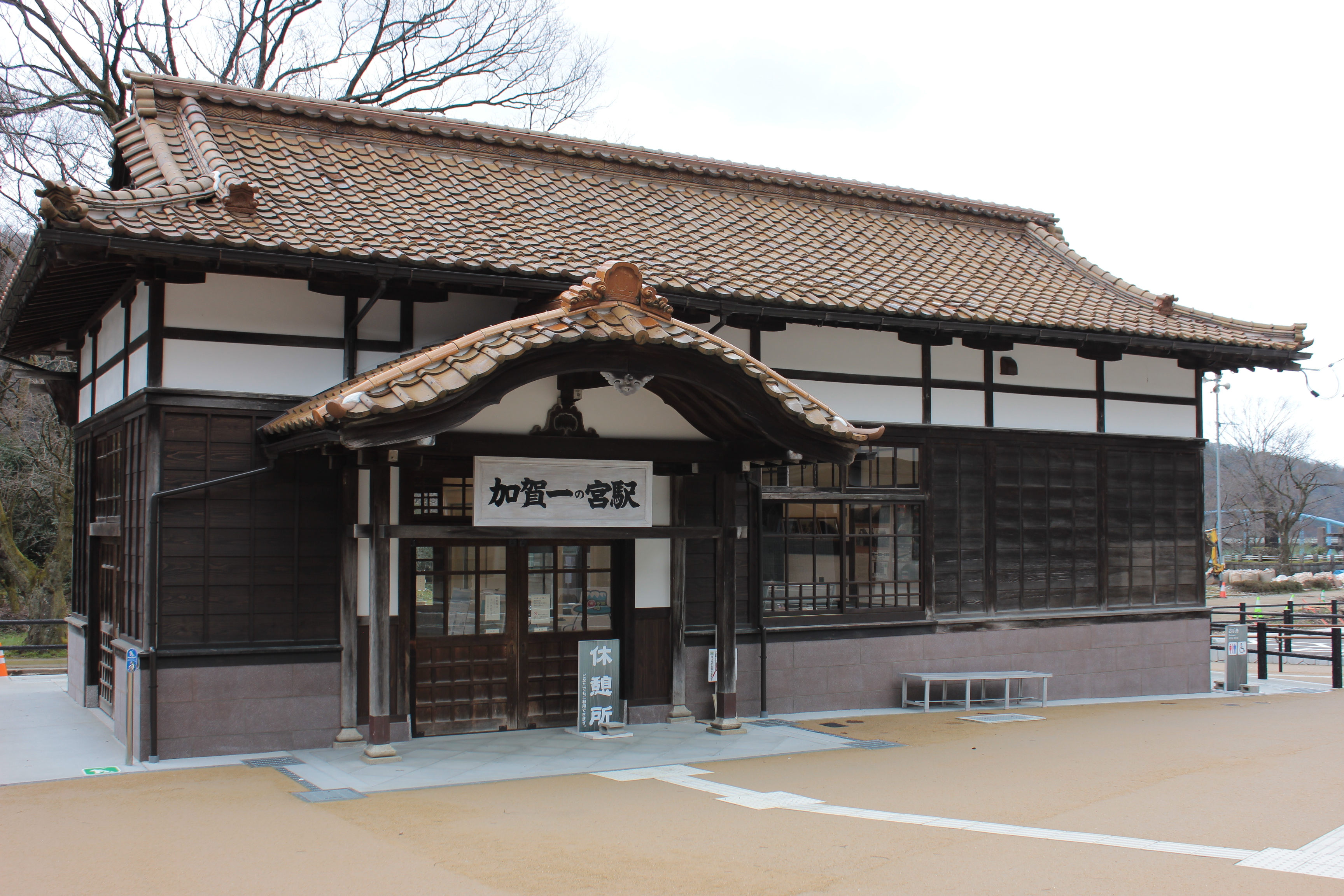
停駛後重建的加賀一之宮車站

### 公路
高速公路

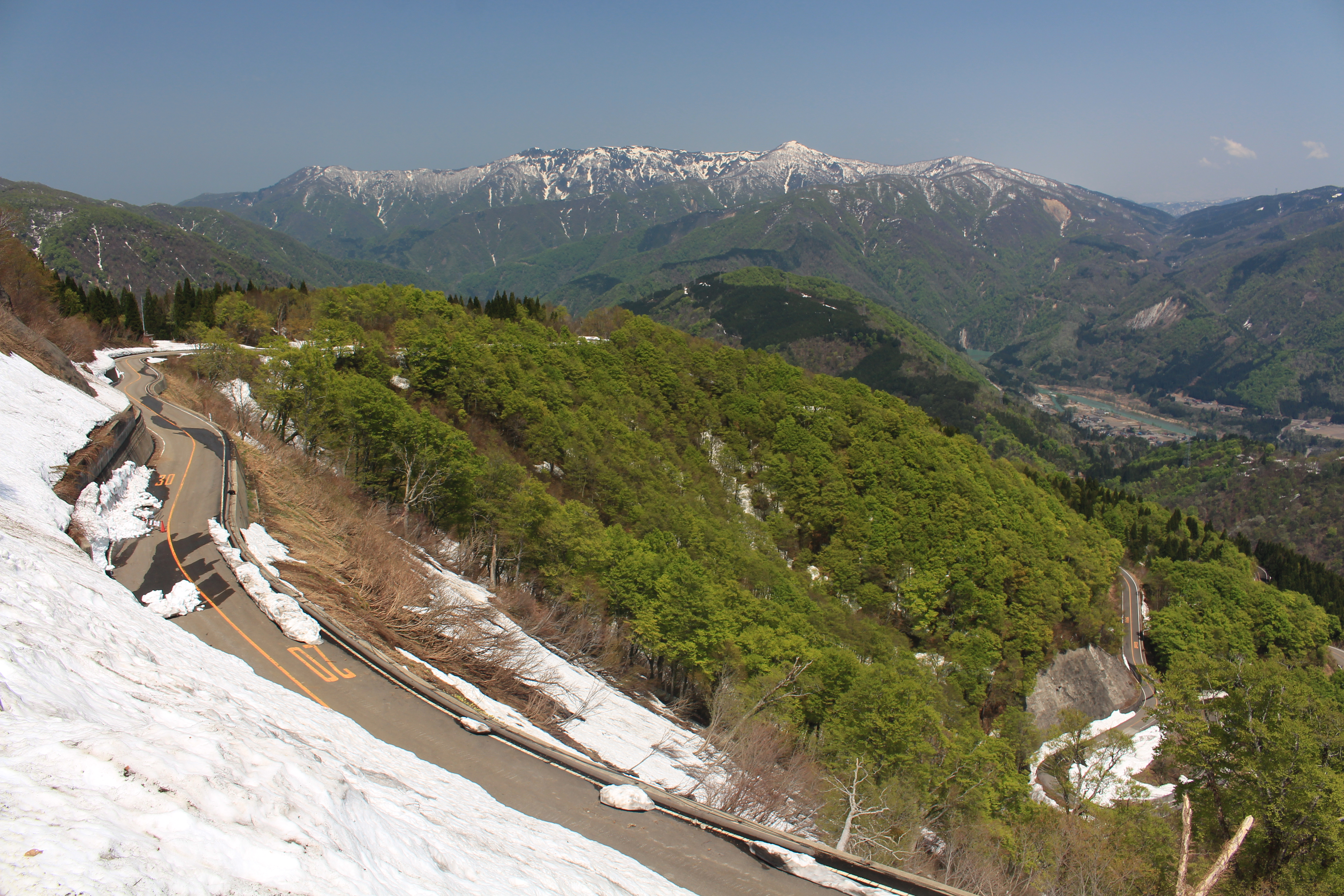
位於山區的白山白川鄉白色公路

- 北陸自動車道：（能美市） - 美川交流道（日语：美川インターチェンジ） - 德光休息區 - 白山交流道（日语：白山インターチェンジ） - （金澤市）

收費道路
- 白山白川鄉白色公路（日语：白山白川郷ホワイトロード）：連結白山市尾添地區與岐阜縣白川村鳩谷地區，全長33.3公里，用以彌補國道360號的未通車路段，由石川縣林業公社負責管理。

## 觀光資源

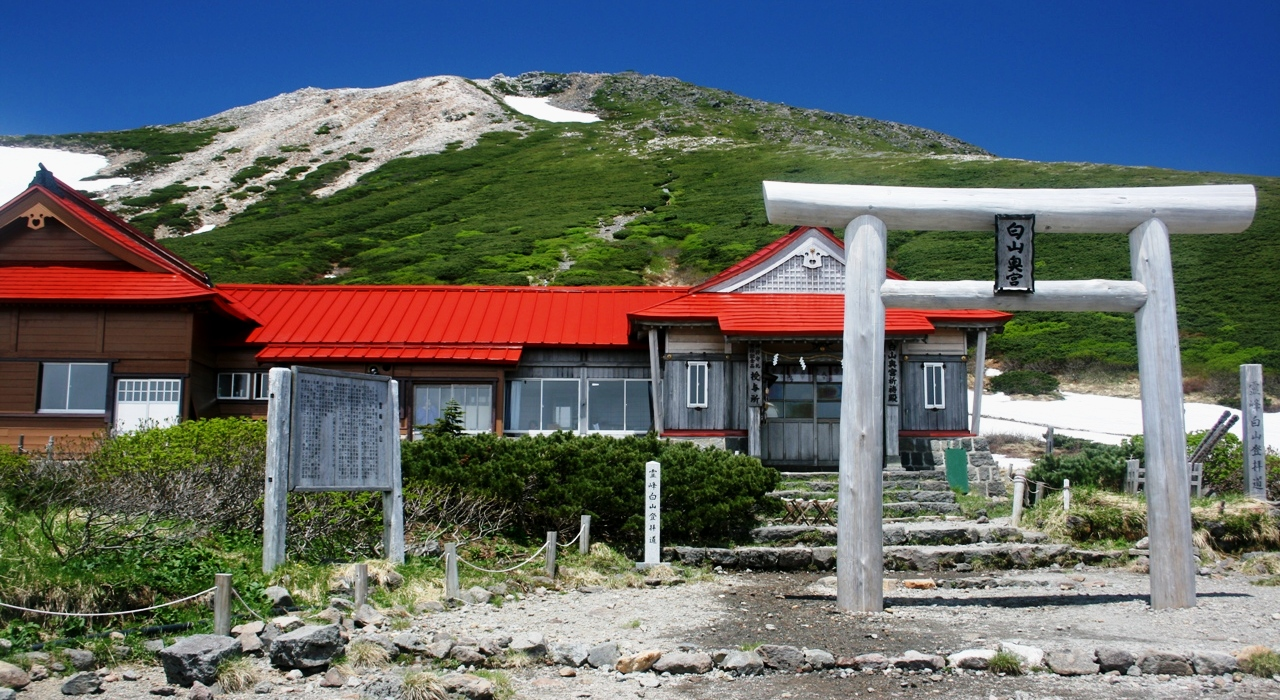
白山與比咩神社奧宮祈禱殿

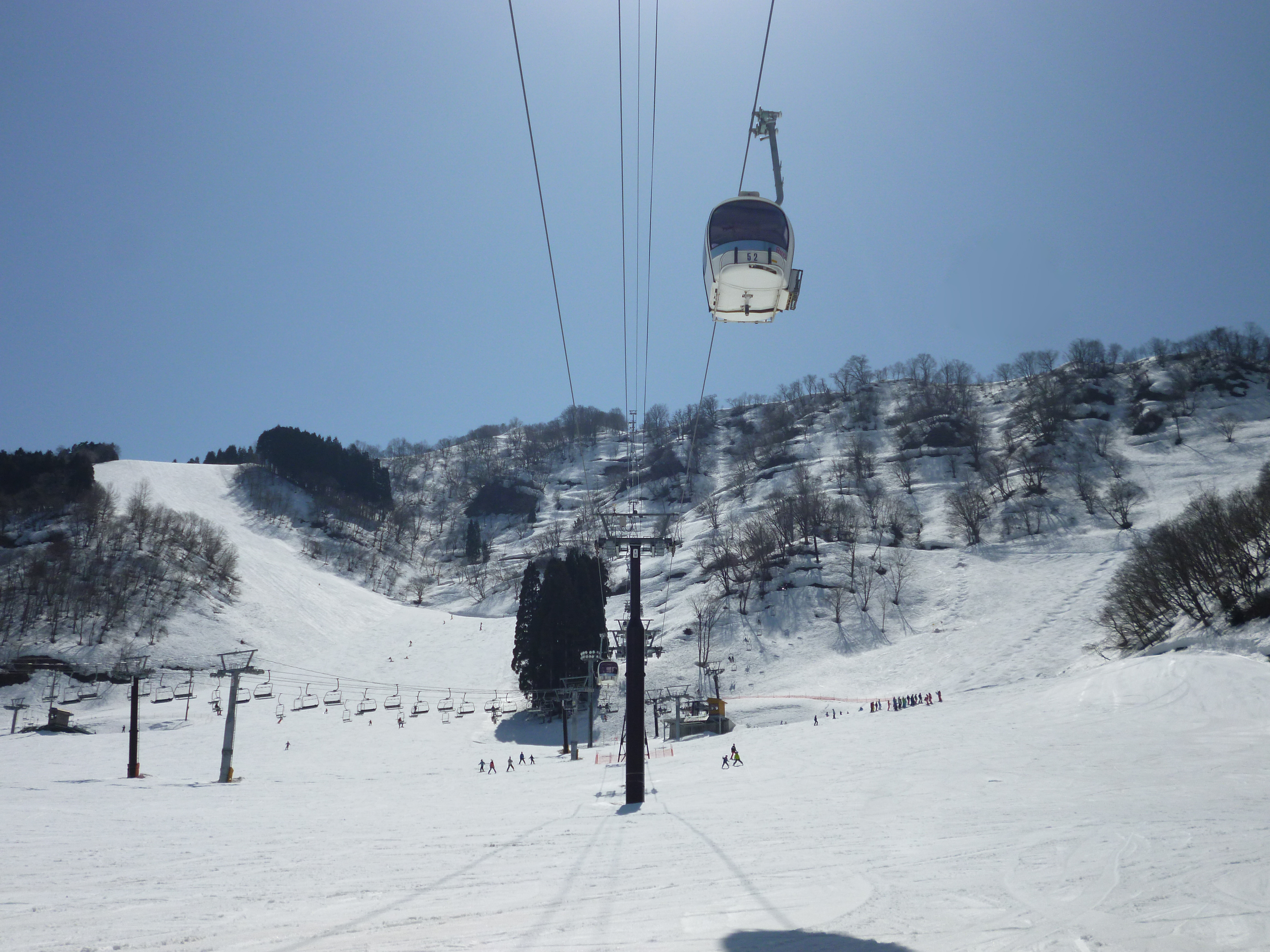
白山一里野溫泉滑雪場

位於南部的白山為過去山嶽信仰中的聖山，與富士山、立山一同被列為日本三靈山，周邊區域現也被劃為白山國立公園，山區中也有被統稱為「白山溫泉鄉」的河内千丈溫泉、中宮溫泉、岩間溫泉、新岩間溫泉、白山一里野溫泉、白峰溫泉。
白山比咩神社過去曾是白山信仰的中心，白山比咩神社除了是過去加賀國的一宮外，在白山的御前峰山頂附近也設有奧宮祈禱殿，同時也是全日本超過兩千座的白山神社總本社。
在白山的周邊山區中也有多座由白山市政府委託經營的滑雪場，包括白山西摩山滑雪場、白山一里野溫泉滑雪場、白峰滑雪競技場。

## 教育

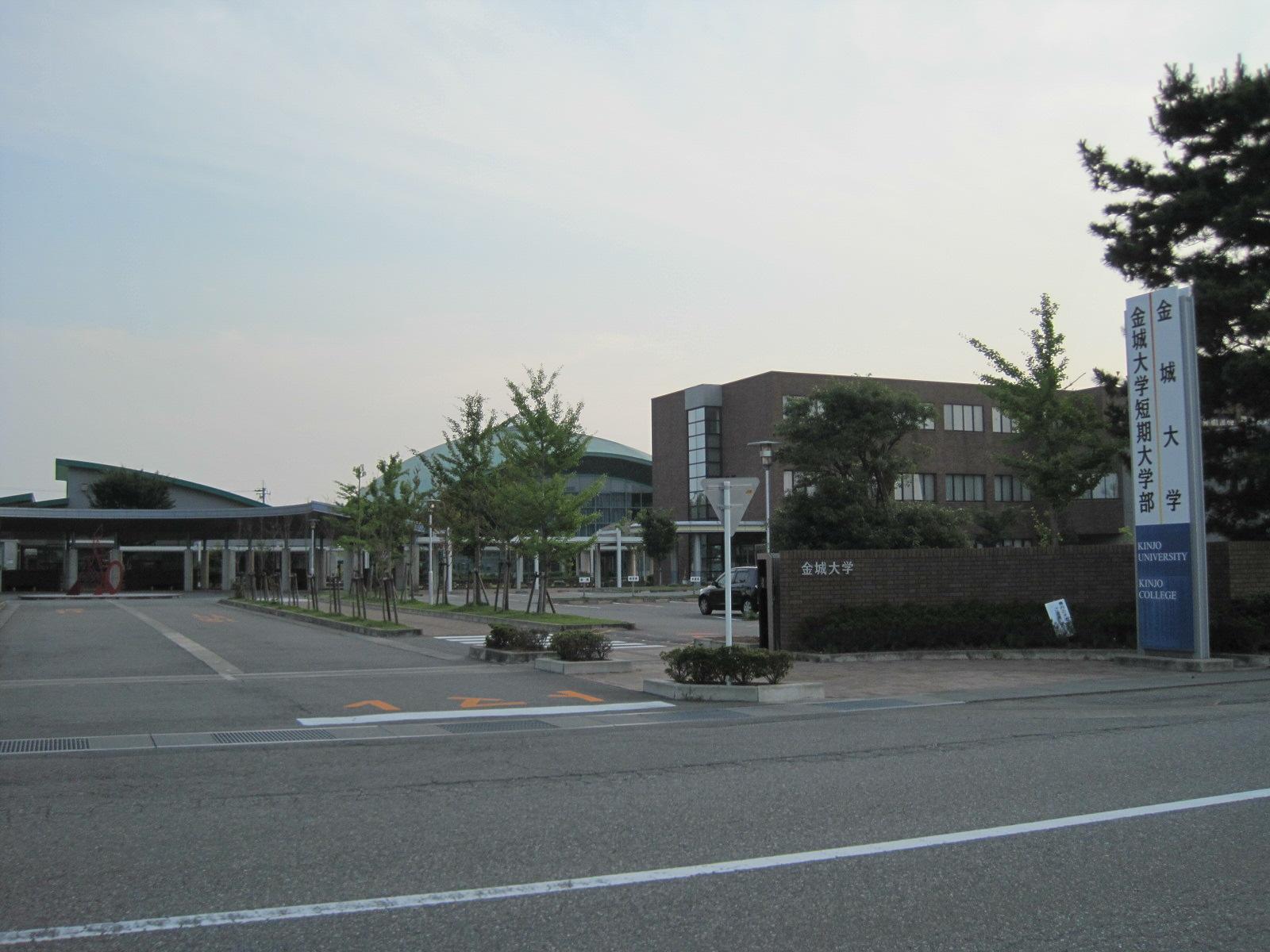
金城大學校門

白山市內的私立大學金城大學的前身可以追溯至1904年成立的「金城遊學館」，其最初為專收女性之學校，因此後來在1976年發展成以幼教、美術、家政為主的金城大學短期大學，並在2000年進一步設立為金城大學，其學科以社會福祉學部、醫療健康學部、看護學部為主。
在白山市南部山區中，還有金澤工業大學的白山麓校區，不過此區域現主要是供金澤工業大學旗下的國際高等專門學校統一住校的一二年級學生使用。

## 姊妹、友好城市

### 日本
- 藤枝市（靜岡縣）
由原松任市與其在1983年締結為親善友好都市；2005年白山市成立後，兩地繼續維持親善友好都市之關係。[23]

### 海外
- 哥倫比亞（美國密苏里州布恩郡）
由原松任市與其在1988年締結為姊妹都市；2005年白山市成立後，兩地繼續維持姊妹都市之關係。[23]
- 溧阳市（中國江苏省常州市）
由原松任市與其在1995年締結為友好都市；2005年白山市成立後，兩地繼續維持友好都市之關係。[23]
- 彭里斯市（澳洲新南威爾士州）
由原松任市與其在1995年締結為親善友好都市；2005年白山市成立後，兩地繼續維持親善友好都市之關係。[23]
- 劳恩海姆（德国黑森邦）
由原白峰村與其在1997年締結為友好都市；2005年白山市成立後，兩地繼續維持友好都市之關係。[23]
- 波士頓（英國英格兰林肯郡）
由原美川町與其在2002年締結為姊妹都市；2005年白山市成立後，兩地繼續維持姊妹都市之關係。[23]
- 法國 博让西（1999年）[24]

## 註解
1. ↑  於1871年第一次設立的福井縣，與現在的福井縣沒有直接關係。

## 外部連結
- （日語） 白山市政府的Facebook專頁
- （日語） YouTube上的白山市官方頻道
- （日語） 白山市觀光情報 （页面存档备份，存于）